# 로테르담 항

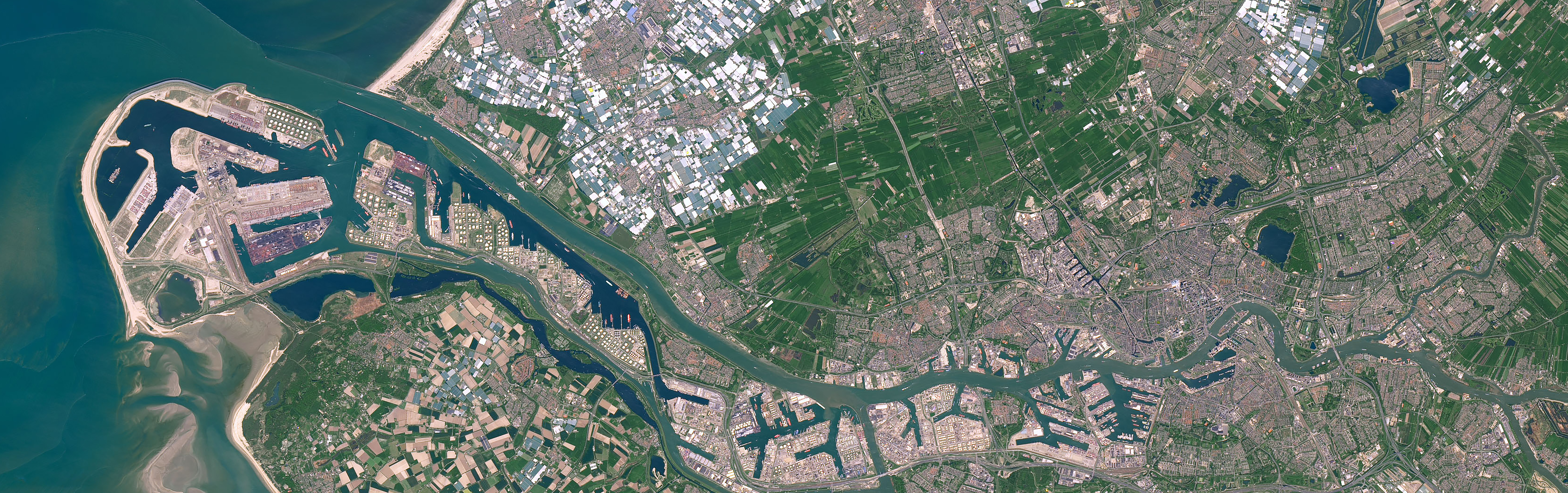

로테르담 항(네덜란드어: Haven van Rotterdam)은 네덜란드 로테르담의 항구로, 유럽 최대의 규모이다. 2004년까지는 세계에서 가장 번화한 항구였지만 현재는 싱가포르와 상하이 등 상대적으로 더 큰 항구들에 밀려있다. 2017년 연간화물 톤 수 기준으로 세계에서 10번째로 큰 항구이다.
북대서양의 북동쪽에 있고, 네덜란드의 자위트 홀란드 서남쪽에 위치해있다.